# Chlotrudis Award du meilleur scénario
Le Chlotrudis Award du meilleur scénario (Chlotrudis Award for Best Screenplay) est une récompense cinématographique américaine décernée de 1998 à 2000 par la Chlotrudis Society for Independent Film lors de la cérémonie annuelle récompensant les meilleurs films indépendants internationaux.
En 2001, elle est divisée en deux catégories : meilleur scénario original (Best Original Screenplay) et meilleur scénario adapté (Best Adapted Screenplay).

## Palmarès

### Années 1990
- 1998 : L.A. Confidential – Brian Helgeland et Curtis Hanson
  - Donnie Brasco – Paul Attanasio
  - Will Hunting (Good Will Hunting) – Matt Damon et Ben Affleck
  - Tueurs à gages (Grosse Pointe Blank) – Tom Jankiewicz, D.V. DeVincentis, Steve Pink et John Cusack
  - Une vie normale (Hollow Reed) – Paula Milne
  - Back Home (The Myth of Fingerprints) – Bart Freundlich
- 1999 : Happiness – Todd Solondz
  - La vie est belle (La vita è bella) – Vincenzo Cerami et Roberto Benigni
  - Sexe et autres complications (The Opposite of Sex) – Don Roos
  - Shakespeare in Love – Marc Norman et Tom Stoppard
  - La Prisonnière espagnole (The Spanish Prisoner) – David Mamet
  - The Truman Show – Andrew Niccol

### Années 2000
- 2000 : Dans la peau de John Malkovich (Being John Malkovich) – Charlie Kaufman
  - American Beauty – Alan Ball
  - L'Arriviste (Election) – Alexander Payne et Jim Taylor
  - eXistenZ – David Cronenberg
  - Le Géant de fer (The Iron Giant) – Brad Bird et Tim McCanlies
  - Last Night – Don McKellar
  - Mansfield Park – Patricia Rozema
  - Rushmore – Wes Anderson et Owen Wilson
  - Sixième Sens (The Sixth Sense) – M. Night Shyamalan